# Rensjötjärnarna (Bodums socken, Ångermanland, 710490-152630)
Rensjötjärnarna är en sjö i Strömsunds kommun i Ångermanland och ingår i Ångermanälvens huvudavrinningsområde.